# 100%
100% – piosenka, która powstała podczas pracy nad albumem Mariah Carey Memoirs of an Imperfect Angel. Wyprodukowana na potrzeby filmu Precious, jednak ostatecznie znalazła się na liście utworów ścieżki dźwiękowej zimowych igrzysk olimpijskich 2010.